# Elektromagnetische Induktionsmessung
Die Elektromagnetische Induktionsmessung (EMI) ist eine Methode der Geophysik. Mithilfe eines Systems von zwei oder mehr Spulen werden mit Wechselströmen künstliche elektromagnetische Felder erzeugt und die dadurch im Untergrund induzierten Wirbelströme gemessen. Wie gut sich Ströme induzieren lassen ist dabei ein Maß für die (scheinbare) elektrische Leitfähigkeit des Untergrundes. Mehrere Paare von Sender- und Empfängerspulen erlauben verschiedene Tiefenbereiche zu vermessen, bis zum etwa 1,5-fachen des größten Sender-Empfänger-Abstands.

## Zweispulen-Systeme

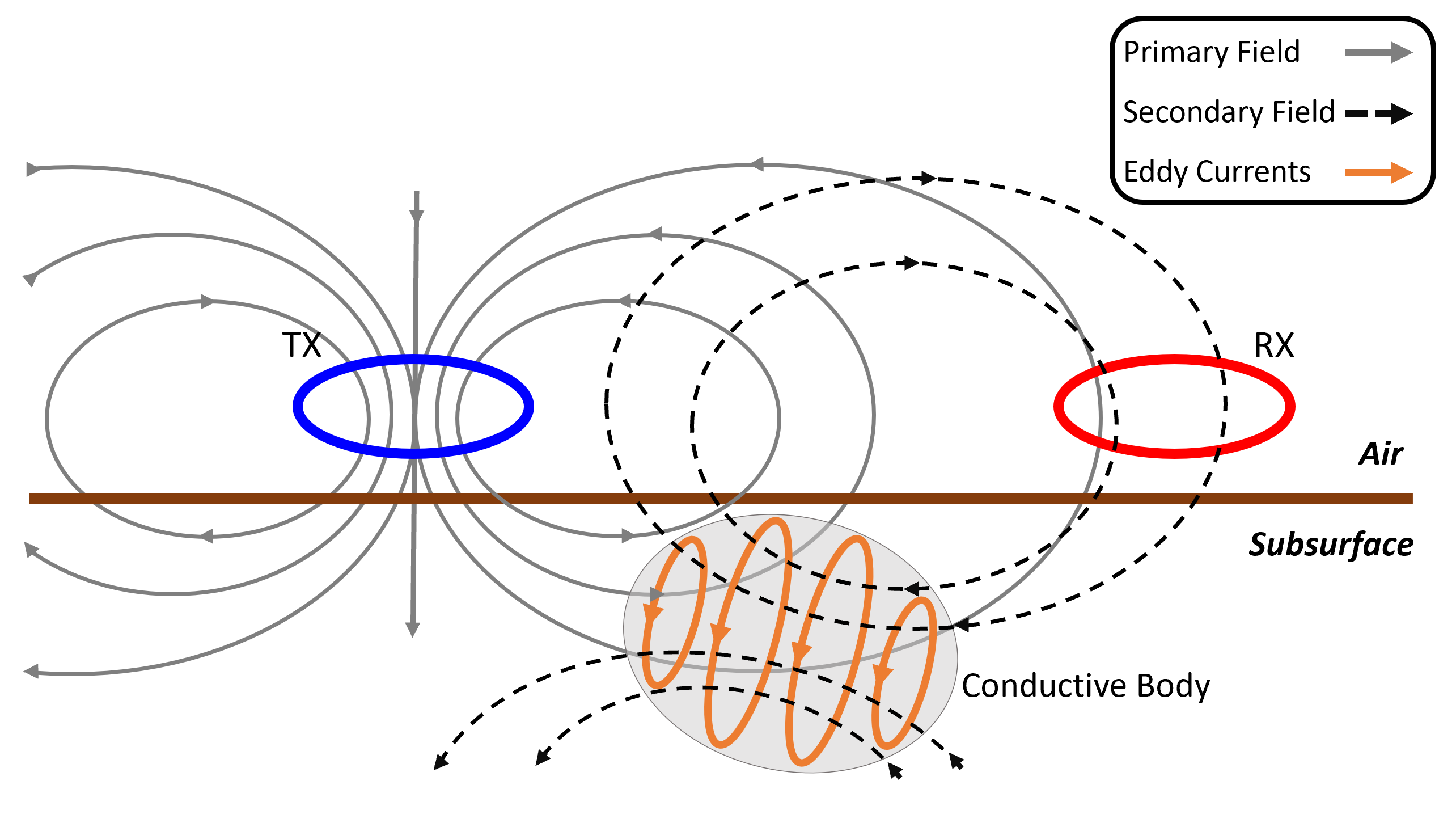
Prinzip des elektromagnetischen Induktionsverfahrens, mit Sender- (blau) und Empfängerspule (rot), Primär- (grau) und Sekundärfeld (schwarz) sowie Wirbelströmen im Untergrund (orange).

Klassische Zweispulen-Systeme besitzen jeweils eine Sender- und Empfängerspule. Durch die Senderspule wird ein Wechselstrom geleitet, die ein bekanntes primäres Magnetfeld erzeugt, das durch Induktion Wirbelströme im leitfähigen Untergrund hervorruft. Die dadurch entstehenden sekundären Magnetfelder werden wiederum, zusammen mit dem primären Magnetfeld, von einer Empfangsspule registriert.
Die Systeme werden zur Kartierung und zur Sondierung eingesetzt. Bei einer Kartierung wird das System Sende- und Empfangsspulen in einem festen Abstand durch das Messgelände bewegt und die lateralen Leitfähigkeitsänderungen für eine oder mehrere Frequenzen des Sendestroms erfasst. Die Ermittlung der vertikalen Leitfähigkeitsverteilung mit einer Sondierung kann sowohl durch die Änderung des Spulenabstandes (geometrische Sondierung, Abstandssondierung) als auch über die Änderung der Frequenz (Frequenzsondierung, parametrische Sondierung) realisiert werden. Die Frequenzen und Spulenabstände müssen jeweils aufeinander abgestimmt sein. Zu den Vorteilen einfacher Zweispulen-Systeme zählen die hohe Mobilität und der schnelle Messfortschritt, der geringe Personalbedarf, geringer Einflusses seitlicher Inhomogenitäten und die präzise Lokalisierung von Leitfähigkeitsänderungen durch das relativ geringe stromdurchflossene Untergrundvolumen.